# Argyra aldrichi
Argyra aldrichi är en tvåvingeart som beskrevs av Johnson 1904. Argyra aldrichi ingår i släktet Argyra och familjen styltflugor. Inga underarter finns listade i Catalogue of Life.